# Monte Po (metropolitana di Catania)
Monte Po è una stazione della metropolitana di Catania.
Posta al confine occidentale della città di Catania, è di una tipologia differente dal resto delle stazioni esistenti; si sviluppa su tre piani interrati con una superficie complessiva di circa 5000 mq. La progettazione è simile alla fermata di Fontana e si articola sui tre piani, di banchina, intermedio e mezzanino, ai quali si aggiunge il piano di copertura realizzato con una particolare tecnologia, con pilastri obliqui in acciaio e superfici vetrate che permettono l'ingresso della luce naturale. 
I lavori sono iniziati il 30 dicembre 2015 e la consegna è stata più volte prorogata. La stazione è stata inaugurata il 22 luglio 2024.

## Ubicazione
La stazione, di tipologia sotterranea, sorge nei pressi del bivio tra la bretella di raccordo della circonvallazione di Catania con il RA15 (tangenziale) "Catania circonvallazione-Misterbianco" e il Corso Carlo Marx, via principale del Polo commerciale di Misterbianco. 
Prende nome dall'omonimo quartiere catanese di Monte Po, collegandosi ad esso tramite sottopasso pedonale (in costruzione) liberamente utilizzabile anche per usi diversi dal viaggio, quali l'attraversamento protetto delle strade di grande comunicazione soprastanti; è a servizio anche della parte sud della frazione misterbianchese di Montepalma e consente di raggiungere la porzione più prossima del Polo commerciale di Misterbianco e le strutture commerciali e civili adiacenti.

## Servizi
La stazione è dotata di:
- Ascensori per disabili;
- Scale mobili;
- Servizio di video sorveglianza;
- Biglietteria automatica;
- Annuncio sonoro arrivo dei treni.

## Interscambio
- Autobus extraurbani FCE[5]
- Parcheggio

## Galleria d'immagini

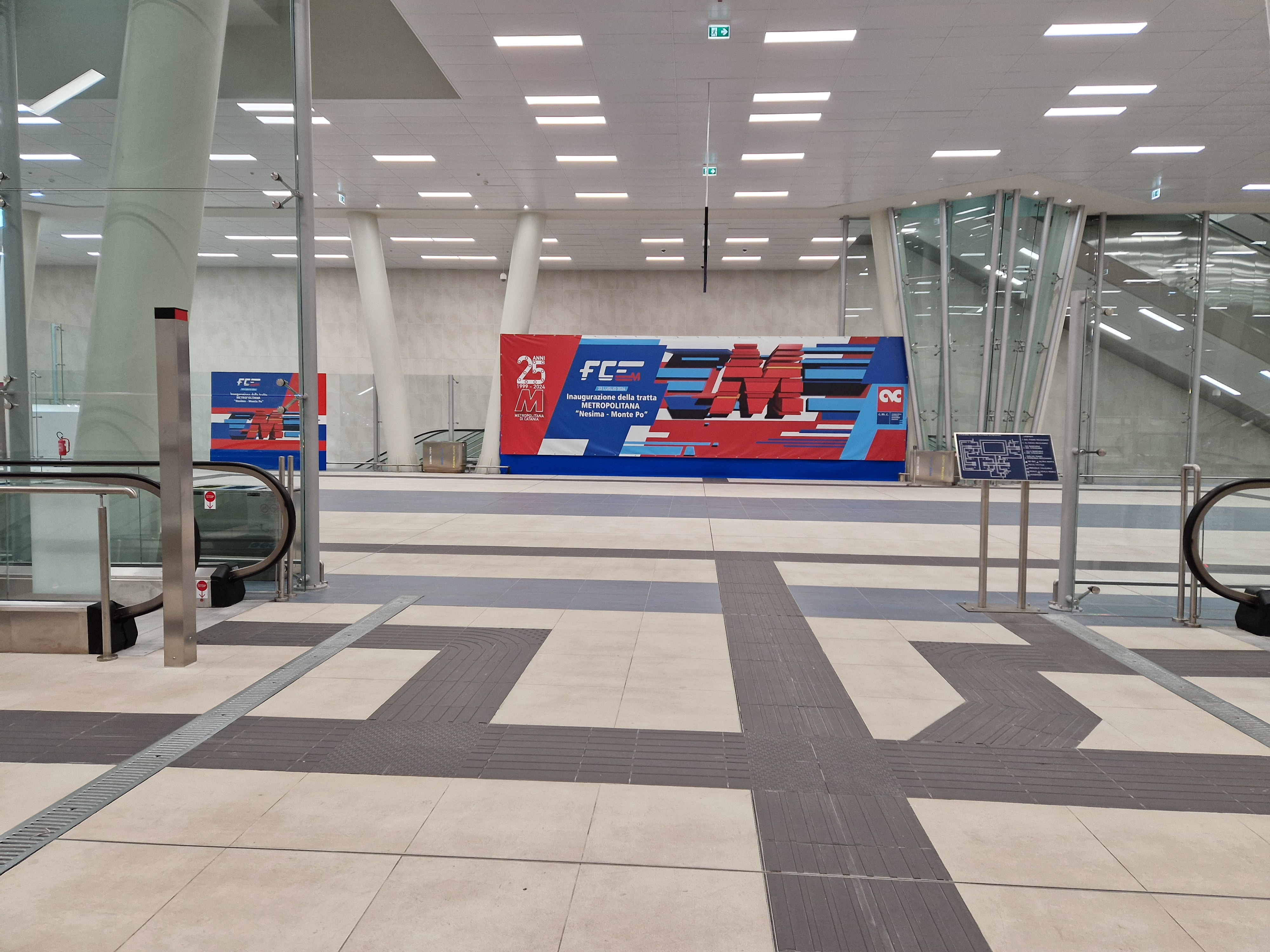
Scale chiuse, per i treni in direzione Misterbianco, in attesa del prolungamento della linea.
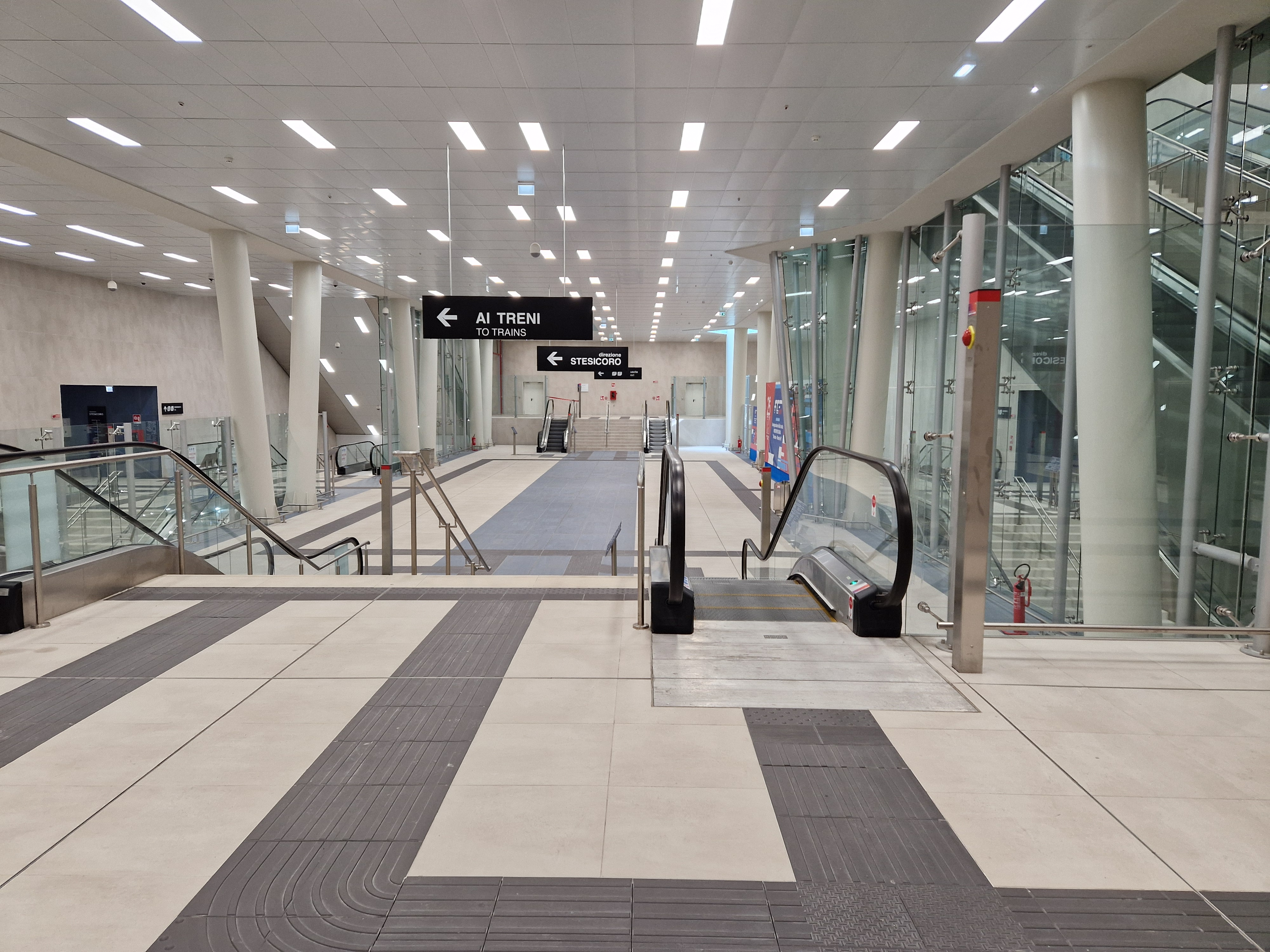
Piano intermedio.
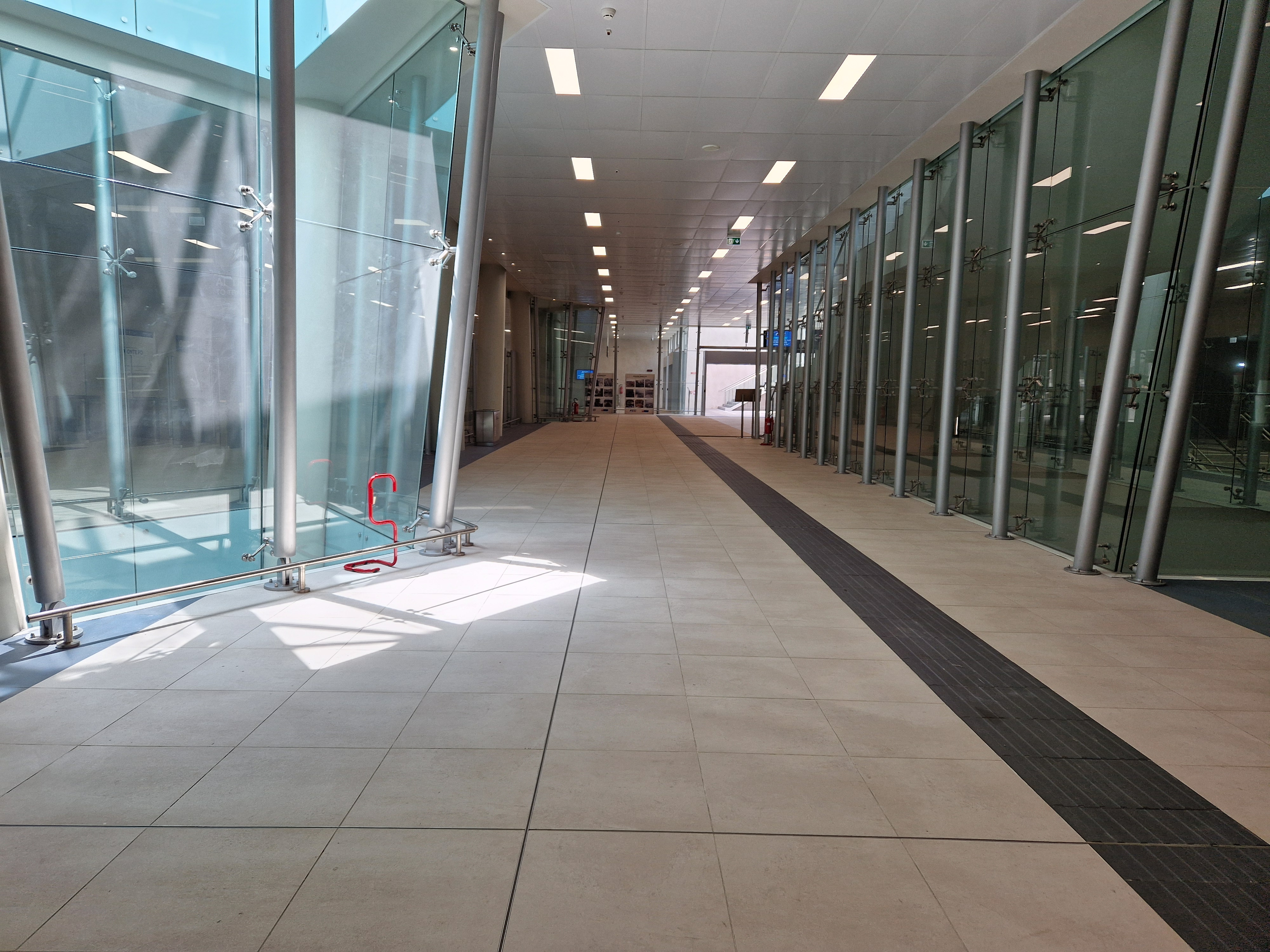
Corridoio.
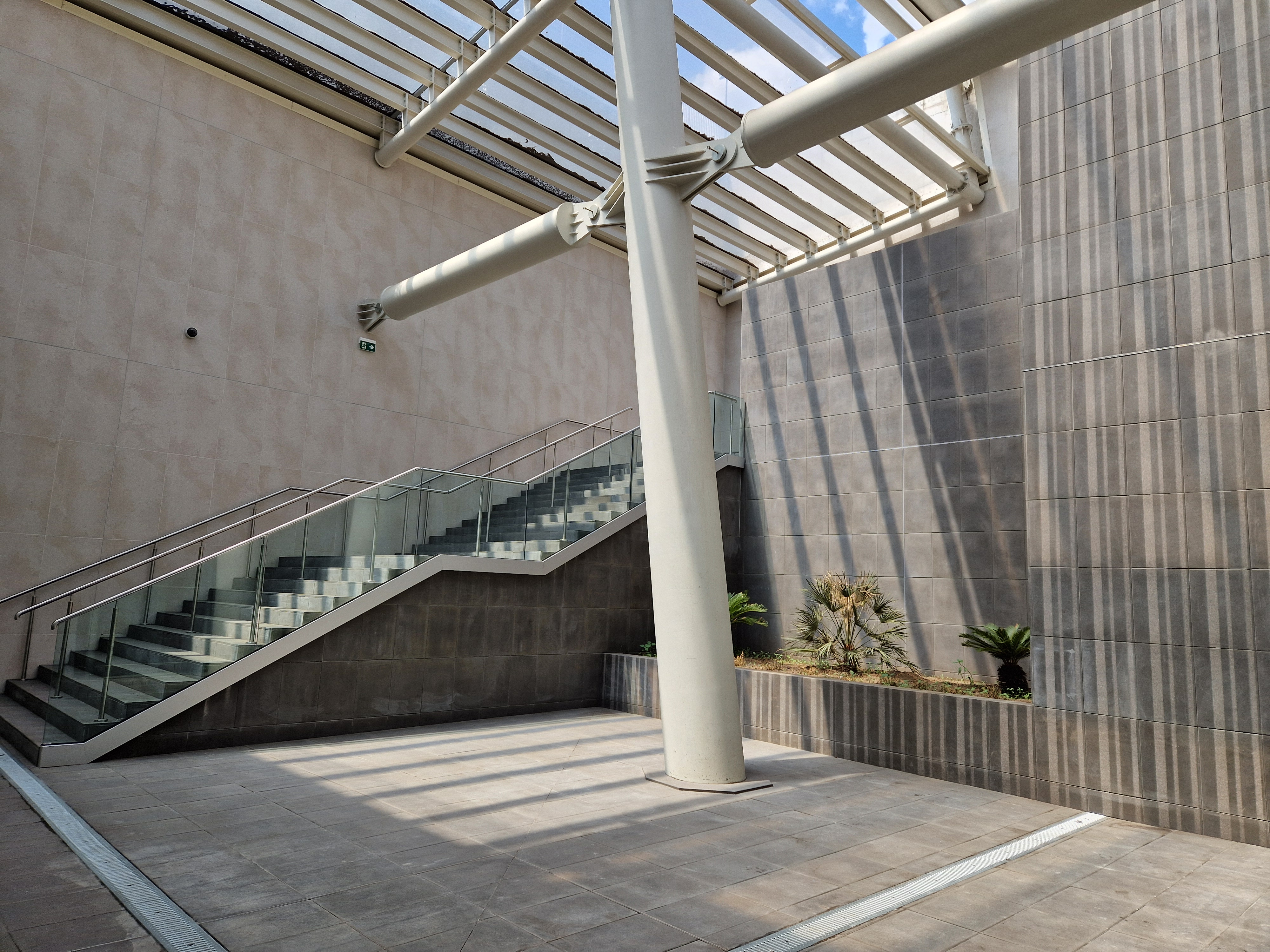
Scale all'ingresso ovest.
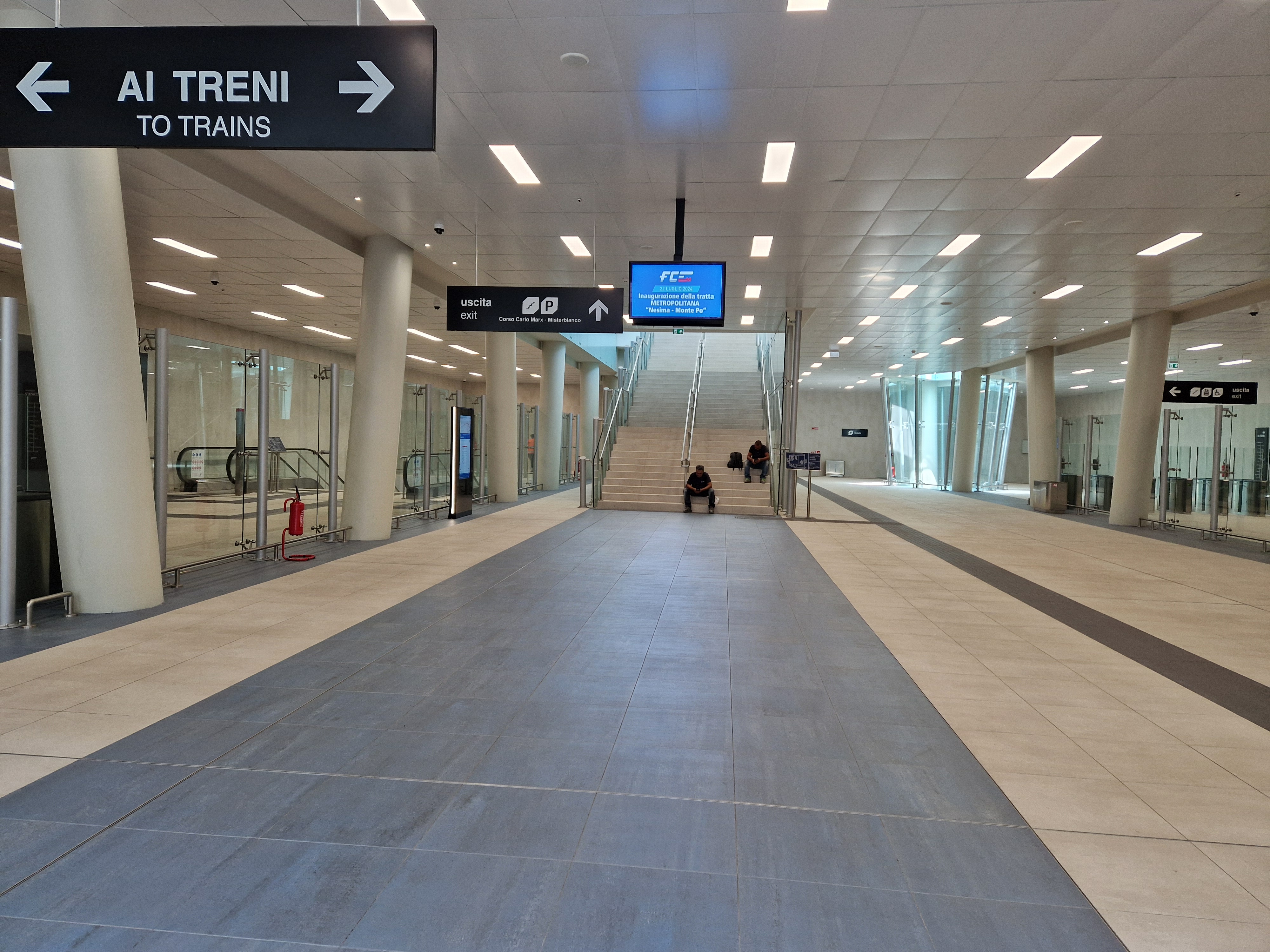
Vista primo piano.
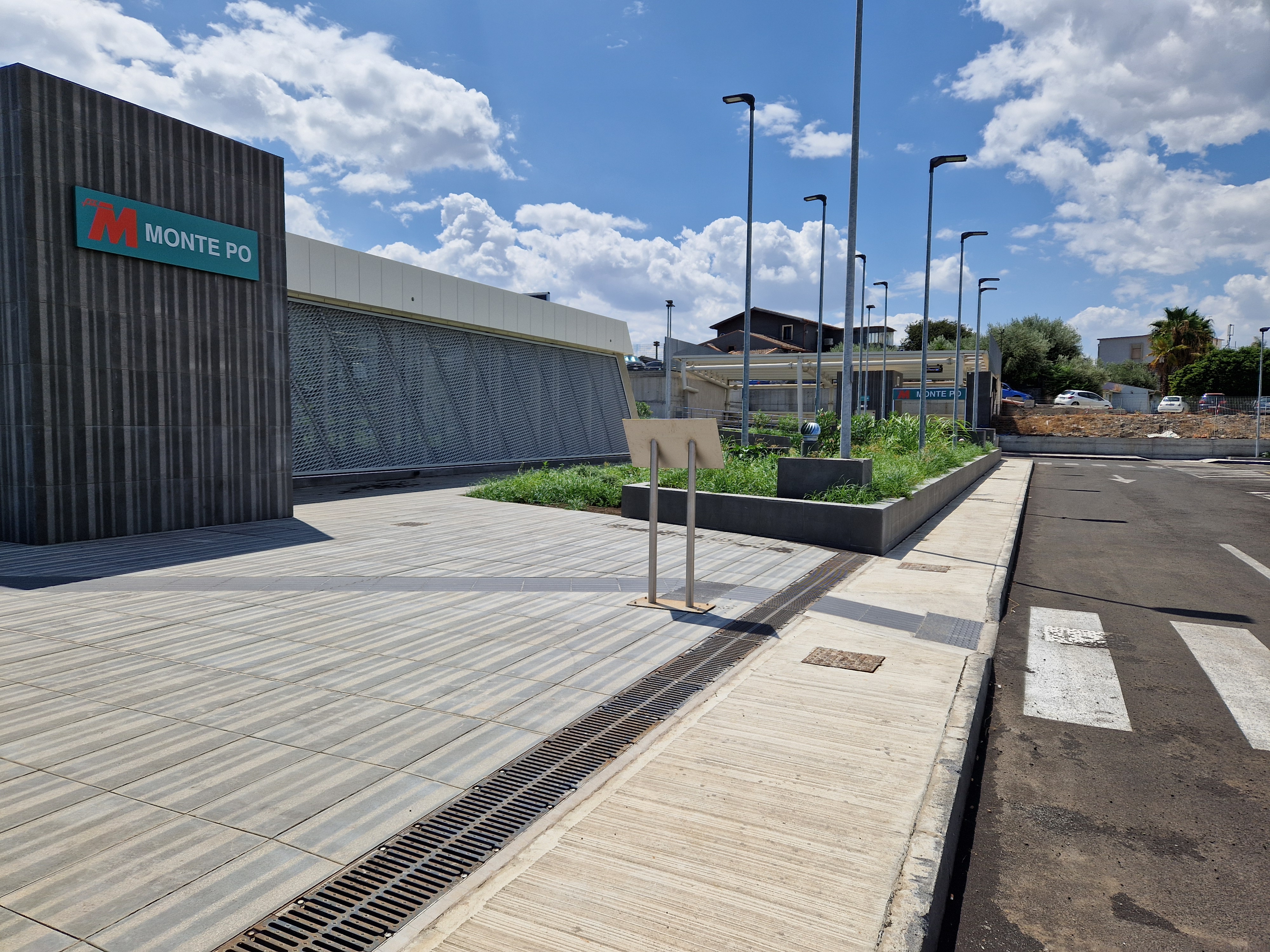
Vista esterni.
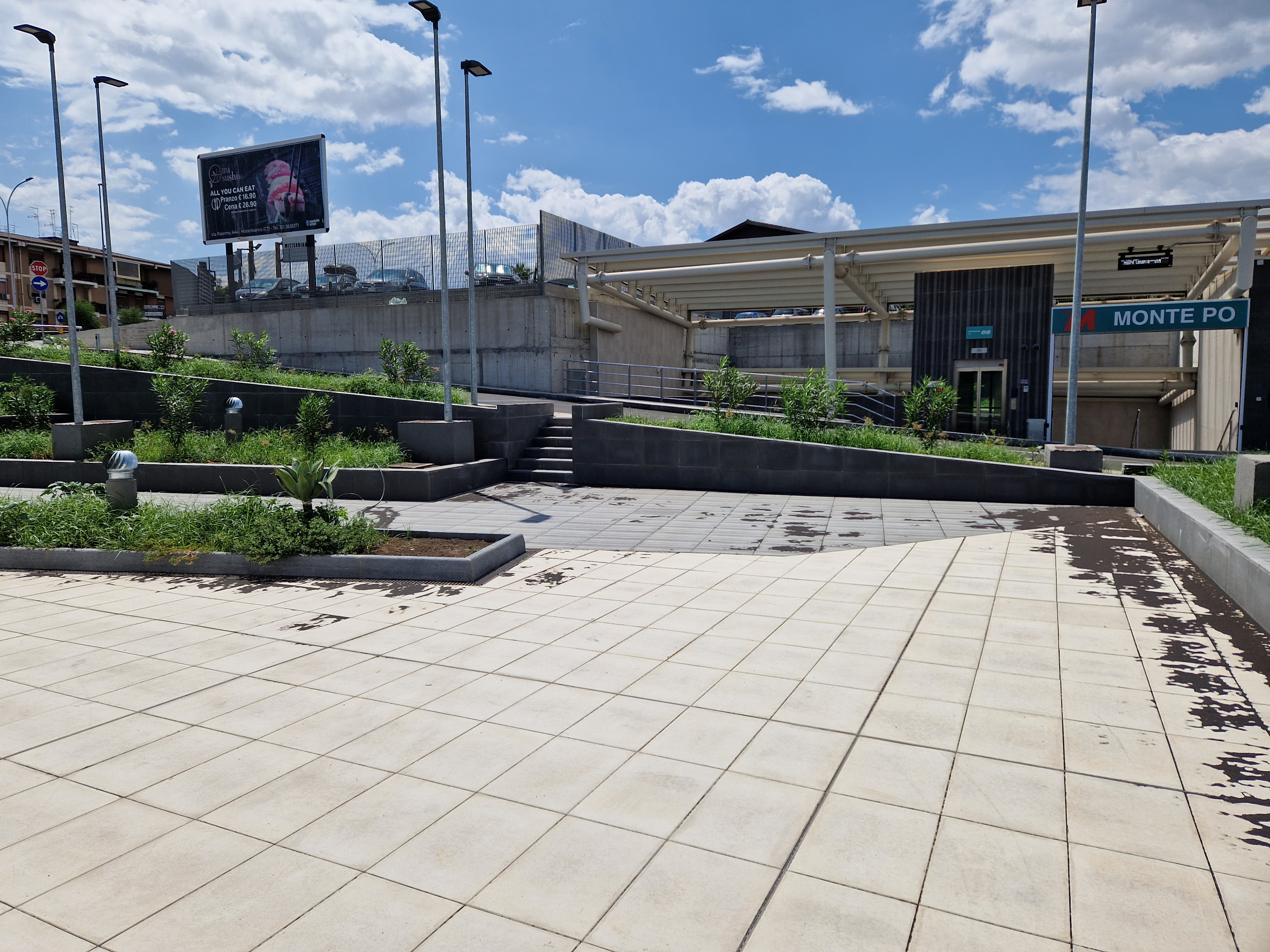
Vista esterni.